# Dumitru Răducanu
Dumitru Răducanu, né le 19 juillet 1967 à Bucarest, est un rameur d'aviron roumain.

## Palmarès

### Jeux olympiques
- 1984 à Los Angeles
  -  Médaille d'argent en deux barré
- 1992 à Barcelone
  -  Médaille d'or en quatre barré
- 1992 à Barcelone
  -  Médaille de bronze en deux barré[1]

### Championnats du monde
- 1985 à Hazewinkel
  -  Médaille d'argent en deux barré
- 1991 à Vienne
  -  Médaille d'argent en quatre barré
- 1996 à Motherwell
- Médaille d'or en quatre barré
  -  Médaille d'argent en deux barré
- 1998 à Cologne
- Médaille de bronze en huit
- 1999 à Saint Catharines
- Médaille de bronze en quatre barré